# Paul Ugowski
Paul Ugowski (* 25. März 1908 in Düsseldorf; † 27. Juli 1967) war ein deutscher Manager der Bauzulieferindustrie.

## Leben
Ugowski studierte nach einer kaufmännischen Lehre Wirtschaftswissenschaften an der Technischen Hochschule München und der Universität Köln (Diplom-Kaufmann). Am 1. April 1933 trat er in die Hauptrevision der Vereinigten Stahlwerke ein und wechselte 1935 in die Rohstoffabteilung, wo er 1941 zum Prokuristen ernannt wurde. Während dieser Zeit wurde er 1939 in Münster mit der Arbeit Die Dollar- und Pfund-Entwertung und ihre Auswirkungen auf die langfristigen Anleihen der deutschen Industrieunternehmen zum Dr. rer. pol. promoviert.
Er war seit 1946 Mitglied des Vorstandes, später Vorsitzender des Vorstandes der Rheinisch-Westfälischen Kalkwerke AG. Er war Aufsichtsratsvorsitzender der Westdeutschen Kalk- und Portlandzement-Werke AG in Köln. Er war Mitglied im Beirat der Grevenbrücker Kalkwerke GmbH in Grevenbrück und im Arbeitgeberverband der Kalk- und Dolomitindustrie in Wuppertal. Er war von 1958 bis 1967 Mitglied im Bezirksbeirat Essen-Dortmund-Duisburg der Deutschen Bank AG.
1952 wurde er von Kardinal-Großmeister Nicola Kardinal Canali zum Ritter des Ritterordens vom Heiligen Grab zu Jerusalem ernannt und am 8. Dezember 1952 in Kölner Dom durch Lorenz Jaeger, Großprior der deutschen Statthalterei, investiert.